# Volta ao Algarve 2009
La Volta ao Algarve 2009, trentacinquesima edizione della corsa, valida come prova del circuito UCI Europe Tour 2009 categoria 2.1, si svolse in 5 tappe dal 18 al 22 febbraio 2009 per un percorso totale di 731,6 km, con partenza da Albufeira e arrivo a Portimão. Fu vinta dallo spagnolo Alberto Contador dell'Astana, che si impose in 19 ore 4 minuti e 22 secondi alla media di 38,35 km/h.
A Portimão 153 ciclisti portarono a termine la gara.

## Tappe
| Tappa  | Data        | Percorso                                    | km    | Vincitore di tappa | Leader cl. generale |
| ------ | ----------- | ------------------------------------------- | ----- | ------------------ | ------------------- |
| 1ª     | 18 febbraio | Albufeira > Olhão                           | 173,6 | Heinrich Haussler  | Heinrich Haussler   |
| 2ª     | 19 febbraio | Lagoa > Lagos                               | 183,5 | Koldo Fernández    | Koldo Fernández     |
| 3ª     | 20 febbraio | Vila Real de Santo António > Alto Do Malhão | 175   | Antonio Colom      | Antonio Colom       |
| 4ª     | 21 febbraio | Castro Marim > Tavira (Cron. individuale)   | 33,7  | Alberto Contador   | Alberto Contador    |
| 5ª     | 22 febbraio | Vila do Bispo > Portimão                    | 168,8 | Heinrich Haussler  | Alberto Contador    |
| Totale | Totale      | Totale                                      | 731,6 |                    |                     |

## Squadre e corridori partecipanti
| N.      | Cod. | Squadra                     |
| ------- | ---- | --------------------------- |
| 1-8     | QST  | Quick Step                  |
| 11-18   | AST  | Astana                      |
| 21-28   | SIL  | Silence-Lotto               |
| 31-38   | EUS  | Euskaltel-Euskadi           |
| 41-48   | FDJ  | Française des Jeux          |
| 51-58   | GRM  | Team Garmin-Slipstream      |
| 61-68   | LAM  | Lampre-N.G.C.               |
| 71-78   | COF  | Cofidis, le Credit en Ligne |
| 81-88   | THR  | Team Columbia-High Road     |
| 91-98   | MRM  | Team Milram                 |
| 101-108 | KAT  | Team Katusha                |

| N.      | Cod. | Squadra                        |
| ------- | ---- | ------------------------------ |
| 111-118 | TSV  | Topsport Vlaanderen-Mercator   |
| 121-128 | VAC  | Vacansoleil Pro Cycling Team   |
| 131-138 | CTT  | Cervélo TestTeam               |
| 141-148 | CCL  | Centro Ciclismo de Loulé-Loul. |
| 151-158 | MAD  | Madeinox-Boavista              |
| 161-168 | LSE  | Liberty Seguros                |
| 171-178 | BSP  | Barbot-Siper                   |
| 181-188 | PRT  | Palmeiras Resort-Prio          |
| 191-198 | PRM  | Paredes Rota dos Móveis        |
| 201-208 | RB3  | Rabobank Continental Team      |
| 211-218 | SKT  | An Post-Sean Kelly Team        |

## Dettagli delle tappe

### 1ª tappa
- 18 febbraio: Albufeira > Olhão – 173,6 km

Risultati
| Pos. | Corridore         | Squadra   | Tempo    |
| ---- | ----------------- | --------- | -------- |
| 1    | Heinrich Haussler | Cervélo   | 4h31'43" |
| 2    | Dennis van Winden | Rabobank  | s.t.     |
| 3    | Koldo Fernández   | Euskaltel | s.t.     |

| Pos. | Corridore         | Squadra  | Tempo    |
| ---- | ----------------- | -------- | -------- |
| 1    | Heinrich Haussler | Cervélo  | 4h31'33" |
| 2    | Dennis van Winden | Rabobank | a 4"     |
| 3    | Sérgio Sousa      | Madeinox | a 5"     |

### 2ª tappa
- 19 febbraio: Lagoa > Lagos – 183,5 km

Risultati
| Pos. | Corridore       | Squadra         | Tempo    |
| ---- | --------------- | --------------- | -------- |
| 1    | Koldo Fernández | Euskaltel       | 4h56'54" |
| 2    | Manuel Cardoso  | Liberty Seguros | s.t.     |
| 3    | Gerald Ciolek   | Milram          | s.t.     |

| Pos. | Corridore         | Squadra   | Tempo    |
| ---- | ----------------- | --------- | -------- |
| 1    | Koldo Fernández   | Euskaltel | 9h28'23" |
| 2    | Heinrich Haussler | Cervélo   | a 4"     |
| 3    | Sérgio Sousa      | Madeinox  | a 7"     |

### 3ª tappa
- 20 febbraio: Vila Real de Santo António > Alto Do Malhão – 175 km

Risultati
| Pos. | Corridore        | Squadra         | Tempo    |
| ---- | ---------------- | --------------- | -------- |
| 1    | Antonio Colom    | Team Katusha    | 4h35'42" |
| 2    | Alberto Contador | Astana          | s.t.     |
| 3    | Rubén Plaza      | Liberty Seguros | a 6"     |

| Pos. | Corridore        | Squadra         | Tempo     |
| ---- | ---------------- | --------------- | --------- |
| 1    | Antonio Colom    | Team Katusha    | 14h04'09" |
| 2    | Alberto Contador | Astana          | a 4"      |
| 3    | Rubén Plaza      | Liberty Seguros | a 12"     |

### 4ª tappa
- 21 febbraio: Castro Marim > Tavira Cronometro individuale – 33,7 km

Risultati
| Pos. | Corridore        | Squadra    | Tempo  |
| ---- | ---------------- | ---------- | ------ |
| 1    | Alberto Contador | Astana     | 44'05" |
| 2    | Sylvain Chavanel | Quick Step | a 33"  |
| 3    | Andreas Klöden   | Astana     | a 36"  |

| Pos. | Corridore        | Squadra         | Tempo     |
| ---- | ---------------- | --------------- | --------- |
| 1    | Alberto Contador | Astana          | 14'48'18" |
| 2    | Sylvain Chavanel | Quick Step      | a 1'06"   |
| 3    | Rubén Plaza      | Liberty Seguros | a 1'07"   |

### 5ª tappa
- 22 febbraio: Vila do Bispo > Portimão – 168,8 km

Risultati
| Pos. | Corridore         | Squadra       | Tempo    |
| ---- | ----------------- | ------------- | -------- |
| 1    | Heinrich Haussler | Cervélo       | 4'16'04" |
| 2    | Greg Van Avermaet | Silence-Lotto | s.t.     |
| 3    | Wouter Weylandt   | Quick Step    | s.t.     |

| Pos. | Corridore        | Squadra         | Tempo     |
| ---- | ---------------- | --------------- | --------- |
| 1    | Alberto Contador | Astana          | 19'04'22" |
| 2    | Sylvain Chavanel | Quick Step      | a 1'06"   |
| 3    | Rubén Plaza      | Liberty Seguros | a 1'07"   |

## Evoluzione delle classifiche
| Tappa              | Vincitore          | Classifica generale | Classifica a punti | Classifica scalatori | Classifica sprint | Classifica giovani | Classifica portoghesi | Classifica a squadre  |
| ------------------ | ------------------ | ------------------- | ------------------ | -------------------- | ----------------- | ------------------ | --------------------- | --------------------- |
| 1ª                 | Heinrich Haussler  | Heinrich Haussler   | Heinrich Haussler  | William Frischkorn   | Sérgio Sousa      | Heinrich Haussler  | Sérgio Sousa          | Columbia-High Road    |
| 2ª                 | Koldo Fernández    | Koldo Fernández     | Koldo Fernández    | Celestino Pinho      | Sérgio Sousa      | Heinrich Haussler  | Sérgio Sousa          | Columbia-High Road    |
| 3ª                 | Antonio Colom      | Antonio Colom       | Koldo Fernández    | Mauro Santambrogio   | Sérgio Sousa      | Tiago Machado      | Bruno Pires           | Palmeiras Resort-Prio |
| 4ª                 | Alberto Contador   | Alberto Contador    | Koldo Fernández    | Mauro Santambrogio   | Sérgio Sousa      | Tiago Machado      | Tiago Machado         | Astana                |
| 5ª                 | Heinrich Haussler  | Alberto Contador    | Heinrich Haussler  | Mauro Santambrogio   | Sérgio Sousa      | Tiago Machado      | Tiago Machado         | Astana                |
| Classifiche finali | Classifiche finali | Alberto Contador    | Heinrich Haussler  | Mauro Santambrogio   | Sérgio Sousa      | Tiago Machado      | Tiago Machado         | Astana                |

## Classifiche finali

### Classifica generale
| Pos. | Corridore        | Squadra         | Tempo     |
| ---- | ---------------- | --------------- | --------- |
| 1    | Alberto Contador | Astana          | 19h04'22" |
| 2    | Sylvain Chavanel | Quick Step      | a 1'06"   |
| 3    | Rubén Plaza      | Liberty Seguros | a 1'07"   |
| 4    | Tiago Machado    | Madeinox        | a 1'08"   |
| 5    | Andreas Klöden   | Astana          | a 1'09"   |
| 6    | Antonio Colom    | Team Katusha    | a 1'23"   |
| 7    | Tony Martin      | Columbia        | a 1'57"   |
| 8    | Simon Gerrans    | Cervélo         | a 2'02"   |
| 9    | Alejandro Marque | Palmeiras       | a 2'08"   |
| 10   | David Millar     | Garmin          | a 2'11"   |

### Classifica a punti
| Pos. | Corridore         | Squadra         | Punti |
| ---- | ----------------- | --------------- | ----- |
| 1    | Heinrich Haussler | Cervélo         | 60    |
| 2    | Koldo Fernández   | Euskaltel       | 41    |
| 3    | Manuel Cardoso    | Liberty Seguros | 28    |
| 4    | Dennis van Winden | Rabobank Con.   | 26    |
| 5    | Wouter Weylandt   | Quick Step      | 26    |

### Classifica scalatori
| Pos. | Corridore          | Squadra       | Punti |
| ---- | ------------------ | ------------- | ----- |
| 1    | Mauro Santambrogio | Lampre-N.G.C. | 16    |
| 2    | Philippe Gilbert   | Silence-Lotto | 16    |
| 3    | Johnny Hoogerland  | Vacansoleil   | 14    |
| 4    | Celestino Pinho    | Paredes       | 13    |
| 5    | Antonio Colom      | Team Katusha  | 9     |

### Classifica sprint
| Pos. | Corridore             | Squadra       | Punti |
| ---- | --------------------- | ------------- | ----- |
| 1    | Sérgio Sousa          | Madeinox      | 8     |
| 2    | Pedro Lopes           | C.C. de Loulé | 7     |
| 3    | Johnny Hoogerland     | Vacansoleil   | 6     |
| 4    | Hervé Duclos-Lassalle | Cofidis       | 6     |
| 5    | Iñaki Isasi           | Euskaltel     | 3     |

### Classifica giovani
| Pos. | Corridore          | Squadra         | Tempo     |
| ---- | ------------------ | --------------- | --------- |
| 1    | Tiago Machado      | Madeinox        | 19h05'30" |
| 2    | Tony Martin        | Columbia        | a 49"     |
| 3    | Heinrich Haussler  | Cervélo         | a 1'09"   |
| 4    | Gianni Meersman    | Franç. des Jeux | a 2'10"   |
| 5    | Kristof Vandewalle | Topsport Vl.    | a 2'21"   |

### Classifica a squadre
| Pos. | Squadra                 | Tempo     |
| ---- | ----------------------- | --------- |
| 1    | Astana                  | 57h19'05" |
| 2    | Team Columbia-High Road | a 48"     |
| 3    | Cervélo TestTeam        | a 1'13"   |
| 4    | Palmeiras Resort-Prio   | a 1'33"   |
| 5    | Euskaltel-Euskadi       | a 2'36"   |